# ایستگاه تحقیقات زیتون (طارم)
ایستگاه تحقیقات زیتون طارم وابسته به مرکز تحقیقات کشاورزی و منابع طبیعی استان زنجان در سال ۱۳۷۳ در زمینی به مساحت ۱۵ هکتار در شهرستان طارم  و به فاصله ۴ کیلومتری از دهستان گیلوان ایجاد شد.